# رحيم الله جهانكير
رحيم الله بن جهانكير البارَيخالوي الخليفةآبادي الشهيد (توفي في 25 نوفمبر 1861) كان زعيم المقاومة الأصلية في غابة السندربن في البنغال، ضد الضباط الاستعماريين ومزارعي النيلي في عهد الحكم البريطاني. باعتباره الزعيم البنغالي لباريخالي، شكل رحيم الله قوة مقاومة ويعتبر رمزًا للمقاومة في جنوب البنغال. وبعد عدة صراعات، تمكنت القوات الاستعمارية من هزيمة رحيم الله في عام 1861 بعد أن رفض الاستسلام.

## الخلفية والعائلة
وُلِد رحيم الله في القرن الثامن عشر لعائلة مسلمة بنغالية من قرية بارَيخالي في غابة السندربن. مع ظهور الحكم الاستعماري البريطاني، تم إنشاء مركز إداري على الجانب الجنوبي من قناة ساراليا على الضفة الغربية لنهر فانغوسي، بهدف تأمين منطقة السندربن في جنوب البنغال. تم تحديد الحدود في عام 1828، حيث تم استخدام بعض المناطق للزراعة بينما تم التبرع بمناطق أخرى إلى زمينداريون حلفاء مثل المنشي كاشي نات الهندوسي من سبش فرغنة . وفي وقت لاحق، سقطت قرية باريخالي التابعة للأخير تحت سيطرة والده جهانكير، الذي أصبح زعيمًا مؤثرًا بين القرويين المحليين. وفي الفترة نفسها، طالبت أرملة الضابط الاستعماري السيد موريل الإنجليزي شركة الهند الشرقية البريطانية بمنح ابنيها زمينداري ساراليا والمناطق المجاورة. أهدى المنشي أجزاء من أرضه الشاسعة إلى عائلة موريل الإنجليزية، التي أسست عقارًا كبيرًا في عام 1849، يتكون من قصر ومخزن وزنزانة سجن وقاعدة عسكرية خاصة. تمت تسمية المنطقة لاحقًا باسم موريلغَنج .
تلقى رحيم الله تدريبًا على فنون القتال البنغالية التقليدية المعروفة باسم لاتي خيلا . وفي سن متأخرة، انتقل إلى كلكتا حيث كان ينوي مواصلة تعليمه وتعلم اللغة الإنجليزية. وقد طور علاقات مع أمثال بنكيم تشندر تشاترجي ومايكل مدوسودن دت. ولكن طموحات رحيم الله نحو أنجلوفيل لم تدم طويلاً، إذ تلقى أنباء عن سوء معاملة سكان بارَيخالي. وهكذا، انتهت إقامة رحيم الله في كلكتا بشكل مبكر، على الرغم من طلبات تشاترجي بالبقاء، وعاد إلى قريته الأصلية.

## رئيس باريخالي

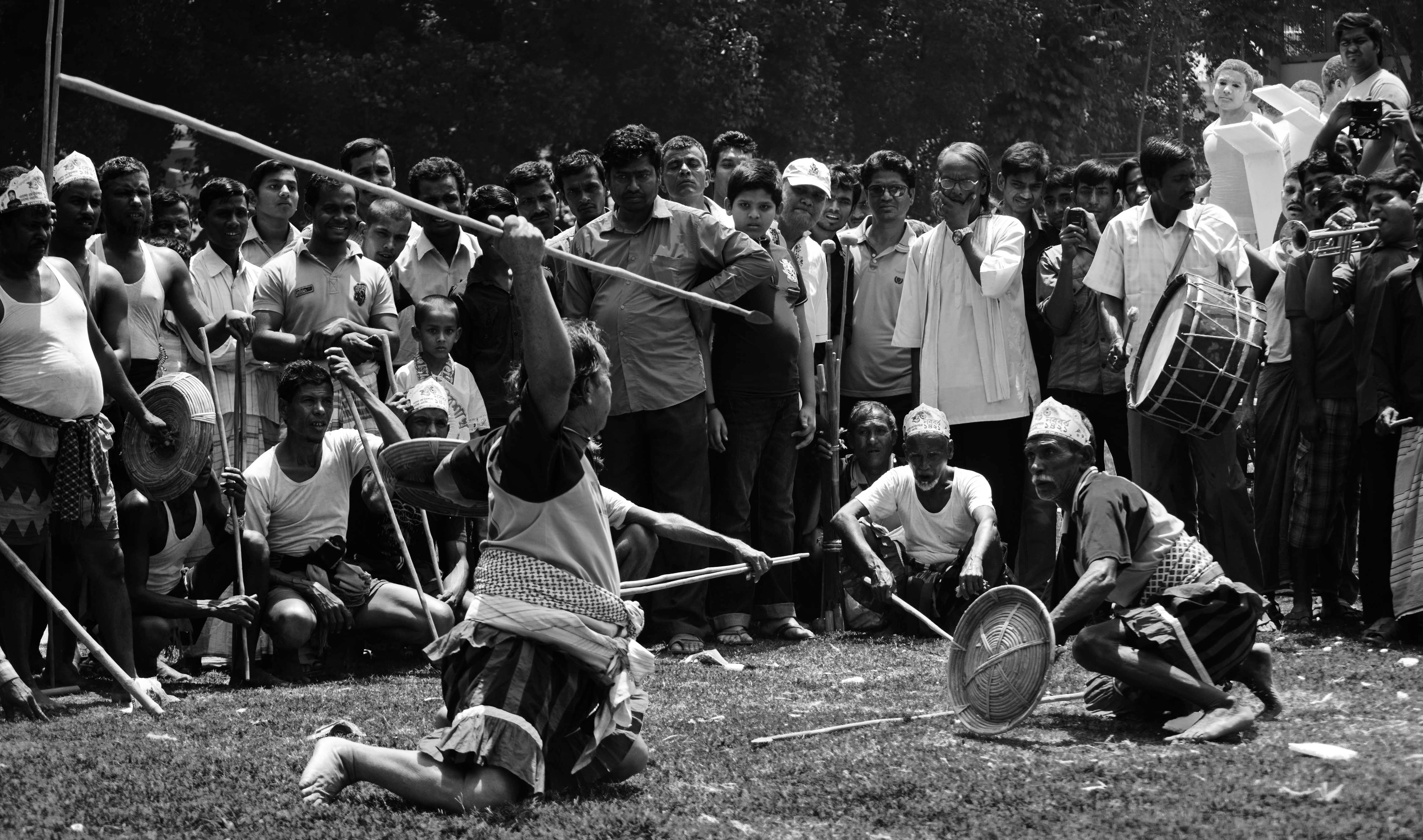
القتال بالعصا، أو ، هو فن قتالي تقليدي في البنغال.

وأصبح المزارعون المحليون ضحايا للقمع والنهب نتيجة لقوات الجيش التي يقودها دينيس هيلي الإنجليزي، مدير عقار موريل. أنشأ هنري موريل الإنجليزي مصنعًا للنيلي في المنطقة، وبدأ دينيس هيلي في إجبار الفلاحين المحليين على المساعدة في زراعة النيلي. بعد وفاة والده، أصبح رحيم الله زعيمًا لمجموعة من المزارعين المتمردين في المنطقة. كان رحيم الله مدربًا على استخدام العصي في القتال، وقد اكتسب شعبية كبيرة. قام رحيم الله مع إخوته الثمانية بزراعة 1400 بيغا من الأرض. نتيجة لذلك، تم استدعاؤه من قبل روبرت موريل الإنجليزي ولكن بدلاً من الانصياع، قام بملاحقة جنود موريل. ثم أرسل موريل مساعده الشخصي للتفاوض مع رحيم الله، لكن رحيم الله رفض زيارة ضيعة موريل. وبذلك تم عقد لقاء بين الطرفين في قارب كبير كان يقع بين المنطقتين. طلب روبرت موريل من رحيم الله أن يدفع إيجار الأرض المزروعة، فرفض رحيم الله. تم إرسال المشاة مرة أخرى إلى رحيم الله بعد ذلك، حيث أرسل إليه صندوقًا خشبيًا يحتوي على أحذية نسائية ممزقة بدلاً من المال.
قرر شقيق روبرت موريل الإنجليزي، هنري موريل الإنجليزي، تغيير النهج المتبع في قمع رحيم الله. تآمر هنري مع شريك رحيم الله وجاره، مأمون تعلقدار البنغالي، ووعده بإعطائه قطعة أرض. في 21 نوفمبر 1861، تسلل مأمون تعلقدار بمساعدة مئات من جنود موريل إلى أراضي رحيم الله. حاول رحيم الله مقاومة هذا القمع من خلال تشكيل قوة مقاومة خاصة به وبناء حصن. وتطورت المقاومة إلى اشتباكات عنيفة بين الجانبين. وفي نهاية المطاف، فرت قوات هالي من ساحة المعركة بعد وفاة سردارها، رام دَن مَالو الهندوسي، وسبعة آخرين. تم القبض على دينيس هيلي الإنجليزي وهنري موريل الإنجليزي وإرسالهما إلى رحيم الله ولكن تم إطلاق سراحهما بعد أن وعدا بعدم غزو أرضه مرة أخرى.
ومع ذلك، واصل موريل الإنجليزي التآمر مع هيلي الإنجليزي لإخضاع رحيم الله. وفي 25 نوفمبر/تشرين الثاني، داهموا منزل رحيم الله في وقت متأخر من الليل ردا على ذلك. لكن رحيم الله كان قد توقع بالفعل أن منزله قد يتعرض للهجوم. لذلك، كان قد بنى خندقًا حول منزله من قبل واتخذ الترتيبات اللازمة لمنع وقوع مثل هذه الغارة. وكانت زوجتيه الاثنتان وطفليه هم الأشخاص الوحيدين الآخرين في المنزل. وبدأت قوات هالي في إطلاق النار باتجاه المنزل، على الرغم من أن رحيم الله كان يحمل أيضًا بندقيتين رشاشتين في حوزته. خاض أنصاره معركة شرسة طوال الليل. وقد تحطمت أساور الفضة الخاصة بزوجاته، وعظام الترقوة، وأساور المعصم نتيجة لإطلاق النار. وبعد توقف إطلاق النار، غادر رحيم الله المنزل. تحركت قوات موريل شرقًا. ومع ذلك، فقد تمكنوا من قتله بالرصاص. قُتل رحيم الله، وخسر الجانبان سبعة عشر شخصًا وأصيب العديد بجروح. واستولت قوات هالي على جثث رحيم الله ومتمردين آخرين، وأحرقتها في غابات السندربن. تم حرق جثمان رحيم الله في مصب نهر كسوا. وتعرضت زوجتيه أيضًا للعنف والقمع، ثم ألقيا في خليج البنغال مع الطفلين. إلا أن أحد الصيادين تمكن من إنقاذهم من الغرق.

## العواقب

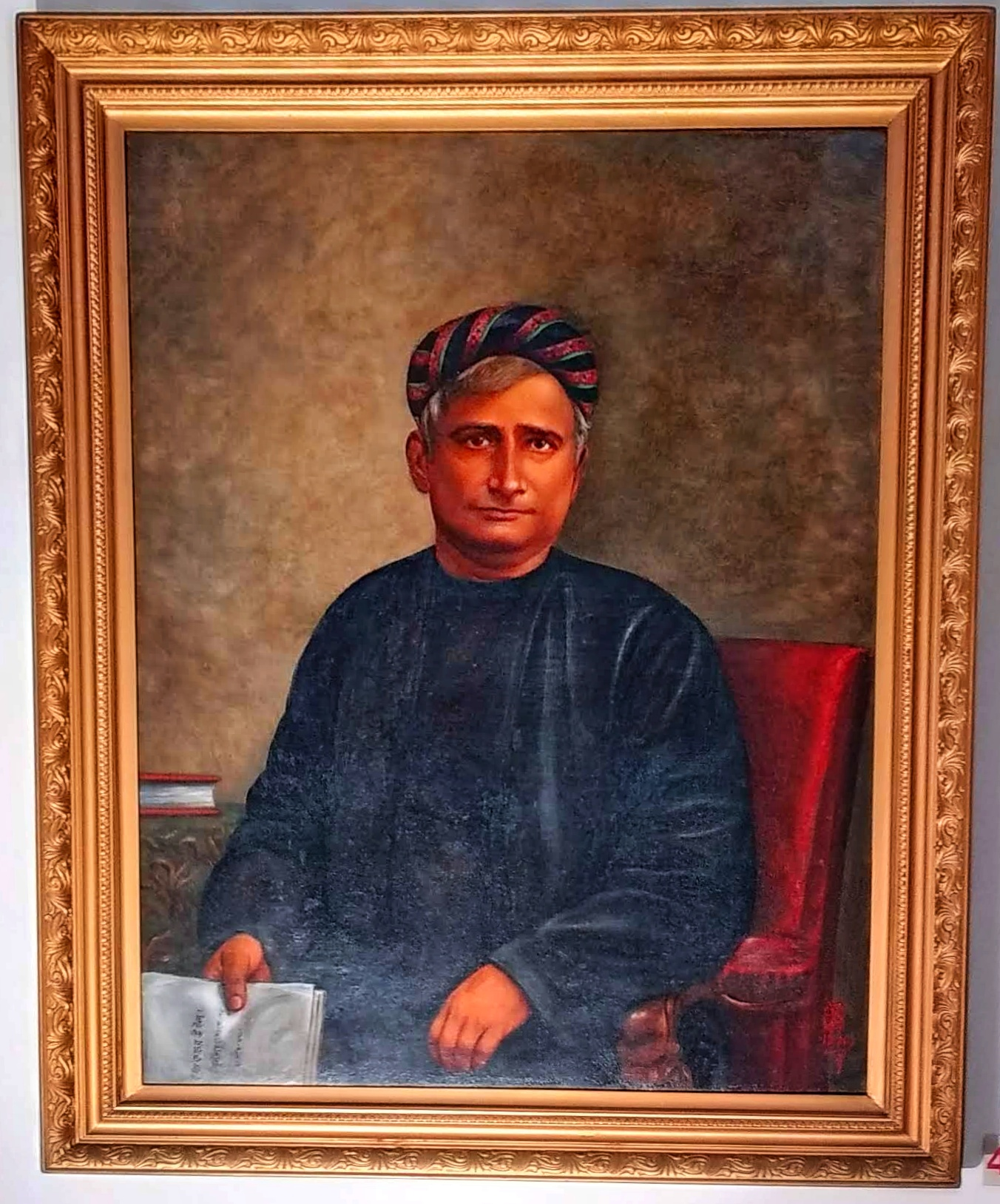
بنكيم تشندر تشاترجي الذي بدأ التحقيق في وفاة رحيم الله جهانكير.

أصدر قاضي منطقة خلنا السابق، بنكيم تشندر تشاترجي ، توجيهات بإجراء تحقيق في الصراع. وذهب بنفسه إلى موريلغنج ووجد أن هيلي مذنب وقدم تقريرا مطولاً إلى قاضي المنطقة. وأصدر أيضًا مذكرة اعتقال باسم هيلي الإنجليزي عندما فر مع هنري موريل الإنجليزي ودُرْغَة سَرَن الهندوسي. تم القبض على العديد من شركاء هيلي الإنجليزي، حيث تم القبض على هنري موريل الإنجليزي في بومباي دُرْغَة سَرَن الهندوسي في برِنْدابَن. في ذلك الوقت، حاول هيلي الإنجليزي ترهيب تشاترجي من خلال إعطائه رشوة تصل إلى 100 ألف روبية . استمرت القضية لمدة خمسة عشر عامًا وأمرت محكمة جلسات جسر بإعدام شخص واحد وترحيل 34 آخرين. ولم تتم محاكمة سوى شركاء هيلي الإنجليزي الأصليين. تم إطلاق سراح هيلي الإنجليزي لأنه لم يتمكن أحد من التعرف عليه.
ظلت موريلغنج اسمًا للمنطقة المحلية طوال فترة الحكم البريطاني وبعد الاستقلال باعتبارها. ويستمر السكان المحليون في المطالبة بتغيير اسم موريلغنج إلى رَحِيمغَنْج أو رَحِيمنَغَر على الرغم من عدم تحقيق هذا المطلب.